# Diabolus in Musica (ensemble)
Pour les articles homonymes, voir Diabolus in musica.
Diabolus in Musica est un ensemble français de musique ancienne fondé à la fin des années 1980 par Dominique Touron, puis dirigé de 1992 à 2021 par Antoine Guerber. Nicolas Sansarlat a pris la direction de l'ensemble en 2022.

## Historique
Créé par Dominique et Pierre Touron, l'ensemble Diabolus in Musica se consacre dès l’origine à l’interprétation des musiques médiévales, en s’appuyant sur les recherches musicologiques, organologiques et philologiques d’une part et sur l’écoute approfondie et attentive des musiques traditionnelles d’Europe et du pourtour méditerranéen d’autre part. Il a toujours cherché une synthèse entre la cohérence historique avec l’époque qui a vu naître ces répertoires oubliés et une interprétation vivante propre à émouvoir l’homme moderne. Loin d’une vision passéiste, c’est donc au contraire une volonté de découverte et d’expérimentation argumentée qui anima les fondateurs du groupe.
Plus tard, Dominique Touron, qui assume la direction de l’ensemble, fait au cours de stages de perfectionnement en musique ancienne la rencontre du chanteur Antoine Guerber puis de la vièliste Florence Rebeyrolles qui rejoignent alors le groupe.
Après avoir produit un enregistrement « Chants de croisade » à compte d’auteur et un CD « Musique au temps d’Aliénor », l'ensemble commence à être invité dans des festivals de plus en plus professionnels. Pierre Touron fait le choix de se concentrer sur sa deuxième activité, la peinture et quitte le groupe. L’année suivante, Dominique Touron, graphiste par ailleurs, estime qu’il a atteint sa limite en tant que musicien amateur et remet la destinée de l'ensemble entre les mains d’Antoine Guerber, qui a des visées plus professionnelles.
Depuis 1992, sous l’impulsion de son nouveau chef Antoine Guerber, Diabolus in Musica continue d’explorer l'immense répertoire du Moyen Âge, du chant grégorien aux polyphonies du XVe siècle. Son répertoire favori est la musique française composée aux XIIe et XIIIe siècles. L’ensemble produit régulièrement des CD de qualité, dont la plupart sont primés.
La notoriété de l’ensemble a dépassé nos frontières et celui-ci est maintenant invité pour des tournées à l’étranger. Antoine Guerber est fréquemment invité sur Radio France pour présenter son travail.
Depuis 2022, Nicolas Sansarlat, musicien depuis plus de dix ans au sein de l'ensemble a repris la direction, et continue à partager et mettre en lumière la grande richesse du répertoire musical médiéval.
Les musiciens suivants participent ou ont participé à l'ensemble :
- Groupe à l'origine :
  - Dominique Touron (chant, vielle à roue, oud, saz, luth médiéval)
  - Pierre Touron (flûte à bec, psaltérion, percussions)
  - Florence Rebeyrolles (vièle)
- Chanteurs :
  - Axelle Bernage (mezzo-soprano)
  - Frédéric Bétous (contre-ténor)
  - Estelle Boisnard (soprano)
  - Raphaël Boulay (ténor)
  - Geoffroy Buffière (basse)
  - Eugénie De Mey (soprano)
  - Philippe Froeliger (ténor)
  - Julia Gaudin (soprano)
  - Olivier Germond (ténor)
  - Christophe Grapperon (basse)
  - Antoine Guerber (ténor)
  - Aïno Lund-Lavoipierre (soprano)
  - Olivier Marcaud (ténor)
  - Estelle Nadau (soprano)
  - Marie Pouchelon (alto)
  - Hugues Primard (ténor)
  - Branislav Rakic (ténor)
  - Jean-Paul Rigaud (baryton)
  - Philippe Roche (basse)
  - Jesus Rodil (ténor)
  - Andrés Rojas-Urrego (contre-ténor)
  - Emmanuel Vistorky (baryton-basse)

- Instrumentistes 
  - Brice Duisit (vièle)
  - Estelle Boisnard (flûte traversière médiévale et cornemuse)
  - Julien Ferrando (clavicytherium)
  - Antoine Guerber (harpe romane, guiterne, tambour)
  - Evelyne Moser (vièle)
  - Domitille Vigneron (vièle)
  - Nicolas Sansarlat (vièle, bombarde, cornemuse)

## Discographie
L'ensemble Diabolus in Musica a enregistré dès 1990, successivement pour les labels Plein Jeu, Studio SM, Alpha, Æon et chez Bayard Musique.
- 1992 - Musique en Aquitaine. Musique en Aquitaine au temps d'Aliénor (XIIe s.) (9-10 février 1990, Plein Jeu DMP 9105 C) (Fiche sur medieval.org)
- 1994 - La Chambre des Dames. Chansons et polyphonies de trouvères (XIIe & XIIIe siècles) (7-11 septembre 1994, Studio SM D2604) (Fiche sur medieval.org)
- 1997 - Manuscrit de Tours. Chants de fête du XIIIe siècle (25-28 octobre 1996, Studio SM D2672) (Fiche sur medieval.org)
- 1998 - Vox Sonora. Conduits de l'École de Notre-Dame (Studio SM D2673)[1] (Fiche sur medieval.org)
- 1999 - La chanson de Guillaume. Lai, chansons guerrières et politiques 1188-1250 (7-10 septembre 1998, Studio SM D2756)[2] (Fiche sur medieval.org)
- 1999 - Missa Magna. Messe à la chapelle papale d'Avignon, XIVe siècle ( Studio SM D2819)[3] (Fiche sur medieval.org)
- 2000 - Rosarius. Chants religieux en langue d'oïl (XIIIe et XIVe siècles) (18-21 septembre 2000, Studio SM D2886) (Fiche sur medieval.org)
- 2002 - Honi soit qui mal y pense! Polyphonies des chapelles royales anglaises (1328-1410) (novembre 2001, Alpha 022) (Fiche sur medieval.org)
- 2003 - Carmina Gallica. Chansons latines du XIIe siècle (Alpha 037) (Fiche sur medieval.org)
- 2004 - Guillaume Dufay, Missa Se la face ay pale (septembre 2003, Alpha 051) (Fiche sur medieval.org)
- 2005 - La Douce Acordance. Chansons de trouvères des XIIe et XIIIe siècles (août 2004, Alpha 085) (Fiche sur medieval.org)
- 2006 - Paris expers Paris. École de Notre-Dame, 1170-1240 (28 septembre-1er octobre 2005, Alpha 102) (Fiche sur medieval.org)
- 2007 - Guillaume Du Fay, Mille Bonjours ! (13-16 octobre 2006, Alpha 116) (OCLC 937893067) (Fiche sur medieval.org)
- 2008 - Guillaume de Machaut, La Messe de Nostre Dame. Messe du XIVe siècle (octobre 2007, Alpha 132) (Fiche sur medieval.org)
- 2010 - Rose tres bele. Chansons et polyphonies des dames Trouvères (XIIe et XIIIe siècles) (7-10 octobre 2008, Alpha 156) (Fiche sur medieval.org)
- 2011 - Historia Sancti Martini. Office de la Saint-Martin d’hiver (XIIIe siècle) (novembre 2009, Æon 1103) (Fiche sur medieval.org)
- 2011 - Opera Sacra. Intégrale de l'œuvre sacrée de Johannes Ciconia (septembre 2010, 2CD Ricercar 316) (Fiche sur medieval.org)
- 2012 - Plorer, Gemir, Crier… Hommage à la Voix d'Or de Johannes Ockeghem (octobre-novembre 2011, Æon 1226) (Fiche sur medieval.org)
- 2014 - Sanctus ! Les saints dans la polyphonie parisienne au XIIIe siècle (mars 2014, Bayard Musique 308 422) (Fiche sur medieval.org)
- 2015 - Œuvres sacrées de Jean Mouton (14-17 janvier 2015, Bayard Musique 308 437) (Fiche sur medieval.org), (OCLC 918598173)
- 2018 - Requiem, Johannes Ockeghem, Pierre de La Rue (13 avril 2018, Bayard Musique 308 475.2) (Fiche sur medieval.org), (OCLC 1041129996)
- 2021 - Reine du Ciel, Guillaume Dufay, Missa Ave Regina Celorum. (décembre 2020, Bayard Musique 308 611)  (Fiche sur medieval.org)